# St. Nikolaus (Wersdorf)

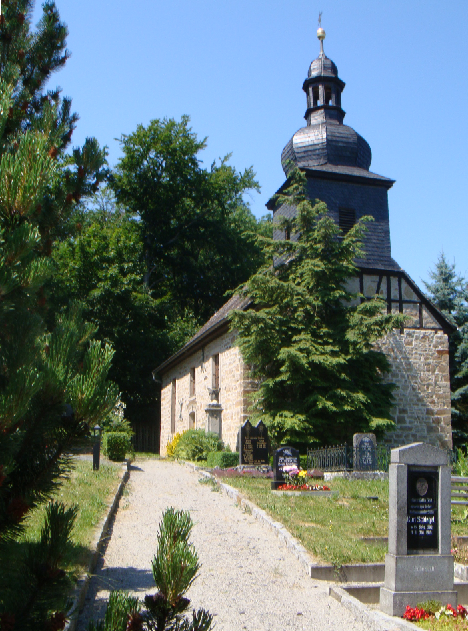
St. Nikolaus

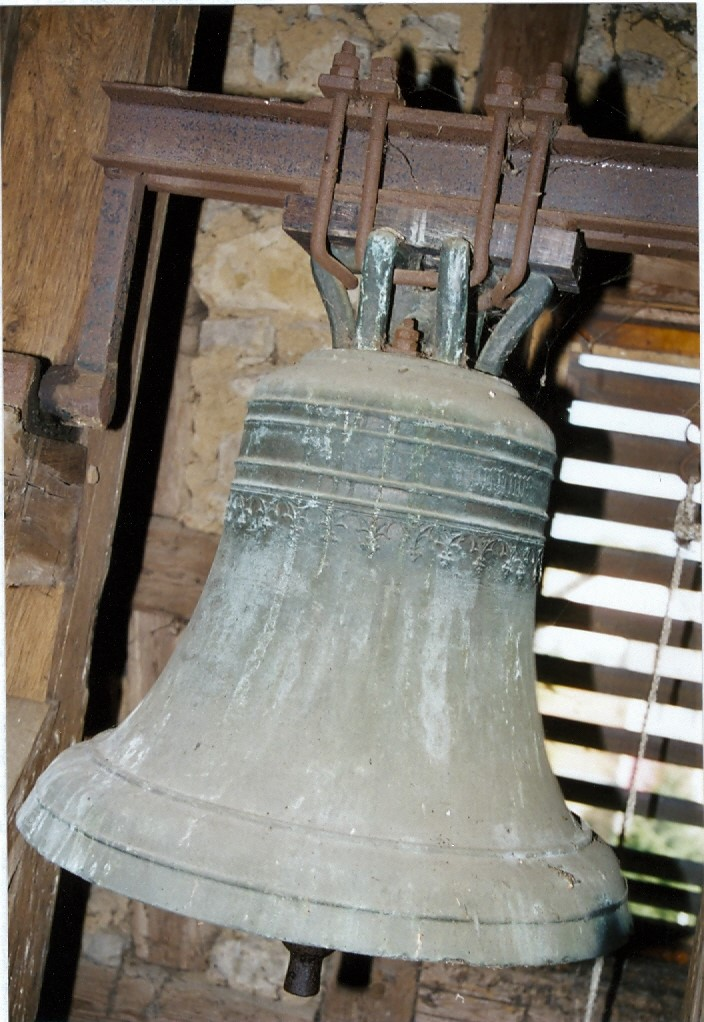
Scholastica 1550

Die evangelisch-lutherische denkmalgeschützte Kirche St. Nikolaus steht in Wersdorf, einem Ortsteil der Landgemeinde Ilmtal-Weinstraße im Landkreis Weimarer Land in Thüringen.
Die Kirchengemeinde Wersdorf gehört zur Johannisgemeinde des Pfarrbereichs Niederroßla im Kirchenkreis Apolda-Buttstädt der Evangelischen Kirche in Mitteldeutschland.

## Beschreibung
Die kleine Saalkirche wurde gemäß Überlieferung und Bezeichnung an der Wetterfahne 1798–1791 erbaut. Im Osten hat sie einen mit einer bauchigen Haube und einer Laterne bedeckten Dachturm, in dem eine Kirchenglocke von 1550 hängt, die aus dem Peterskloster von Erfurt stammt.
Der Innenraum hat dreiseitige Emporen. Der Kanzelaltar stammt aus der Erbauungszeit.
Die Orgel mit 10 Registern, verteilt auf zwei Manuale und Pedal, wurde 1910 von Friedrich Wilhelm Böttcher gebaut, 1958 von Gerhard Kirchner umgebaut und 1995 von Gerhard Sperschneider restauriert. Heute ist sie nicht mehr spielfähig und wurde durch ein elektrisches Kleininstrument im Altarbereich ersetzt.
Im Turm läutet die 1550 gegossene Scholastica aus Erfurt. Sie wurde 1989 zum Denkmal erklärt, weil sie die vorletzte noch vorhandene Glocke des Klostergeläutes vom Petersberg in Erfurt ist. Sie wird von einer
1926 gegossenen Bronzeglocke der Gießerei Franz Schilling Söhne (Apolda) ergänzt, die 1961 aus Gehlberg gekauft und am 2. Juli 1961 durch Landesbischof Mitzenheim geweiht wurde, ergänzt.